# Trungram Gjaltrul Rinpocze
Trungram Gjaltrul Rinpocze (ur. 1968) – mistrz buddyzmu tybetańskiego szkoły Karma Kagyu. Czwarta inkarnacja Trungrama Gjaltrula.
Jako jeden z najbardziej cenionych lamów Tybetu, Rinpocze jest dziedzicem linii wielu nauk i praktyk szkoły Karma Kagyu, spośród których najbardziej unikalną jest tradycja "Trungram", szczególna linia praktyki medytacyjnej szkoły Karma Kagyu Buddyzmu Diamentowej Drogi. Trungram Gjaltrul Rinpocze jest rozpoznany jako emanacja Milarepy, jednego z największych mistrzów medytacji w Tybecie.
Rinpocze urodził się w Indiach w rodzinie nepalskich Szerpów w 1968 roku. W wieku jednego i pół roku został rozpoznany przez XVI Karmapę jako kolejna inkarnacja trzeciego Trungrama Gjaltrula - słynnego mistrza buddyjskiego z XX wieku. Rinpocze włada wieloma językami i naucza w Europie, Azji i USA. Mieszka w Bostonie, w Stanach Zjednoczonych, gdzie ukończył doktorat z buddyzmu indo-tybetańskiego na Harvard University.